# Thoros III.
Thoros III. (armenisch Թորոս Երրորդ; * 1271; † 23. Juli 1298 in Sis) war von 1293 bis 1295 König von Kleinarmenien.
Thoros war ein Sohn von Leon III. und Keran (Kir Anna), Tochter des Fürsten Hethum von Lambron. Er gehörte der Dynastie der Hethumiden an. 1293 dankte sein Bruder Hethum II. zu seinen Gunsten ab, und überließ Thoros die Herrschaft. 1295 bat Thoros Hethum, die Macht erneut zu übernehmen, um die Allianz mit dem mongolischen Reich der Ilchane zu erneuern. Thoros und Hethum reisten 1296 nach Konstantinopel, um ihre Schwester Rita von Armenien mit Michael IX. Palaiologos, dem Mitkaiser von Andronikos II. zu verheirateten. Bei ihrer Rückkehr ließ sie ihr Bruder Sempad, der in ihrer Abwesenheit die Macht im Königreich ergriffen hatte, gefangen nehmen und einkerkern. Auf Sempads Befehl erwürgte Oschin, Marschall von Armenien Thoros am 23. Juli 1298 in der Festung Partzerpert.
Thoros war zweimal verheiratet gewesen. Seine erste Hochzeit mit Margarete von Lusignan, einer Tochter von König Hugos III. von Zypern fand am 9. Januar 1288 statt. Sein Sohn aus dieser Ehe war König Leon IV. Die zweite Ehe schloss er mit einer mongolischen Prinzessin, einer Verwandten des Il-Khan Ghazan.